# Fan (Albania)
Fan è una frazione del comune di Mirdizia in Albania (prefettura di Alessio).
Fino alla riforma amministrativa del 2015 era comune autonomo, dopo la riforma è stato accorpato, insieme agli ex-comuni di Kaçinar, Kthellë, Orosh, Rrëshen, Rubik e Selitë a costituire la municipalità di Mirdizia.

## Località
Il comune era formato dall'insieme delle seguenti località:
- Klos
- Shtrungaj
- Bisake
- Fan
- Zal-Xhuxhe
- Katund i Ri
- Konaj
- Shengjin
- Petoq
- Xhuxhe
- Dardhez
- Thirre
- Sang
- Hebe
- Domgjon
- Gjakez
- Munell